# Komondor
Komondor[Nota] é uma raça de cão pastor originária da Hungria. De origem incerta, especula-se que este cão tenha pertencido aos magiares, antigo povo húngaro, que usavam destes caninos para o pastoreio de ovelhas, já que, de pelagem branca e densa, eram facilmente confundidos com as ovinas por ursos e lobos. Supostamente levado ao país pelos cumanos por volta do século IX, este animal possui como significado de seu nome aquele "pertencente aos cumanos" (em húngaro:  quman-dur) e é descendente do mastim tibetano. Por seu tamanho e descrita bravura, foi empregado satisfatoriamente como cão de guarda.
Fisicamente, é um cão de porte grande, cuja aparência e rústica, com pelagem comprida, macia e densa, formando fios emaranhados. Seu corpo é robusto e musculoso, embora isso não reduza sua agilidade. De ossos e patas fortes, possui uma cauda longa e pode chegar a medir 80 cm e pesar 60 kg. Estes cães são ainda classificados como independentes e inteligentes, embora não se adaptem bem a vida urbana.